# BAT99-98
BAT99-98, eller Brey 79, är en Wolf–Rayet-stjärna i Svärdfiskens stjärnbild, belägen i Stora magellanska molnet. Den befinner sig i närheten av den öppna stjärnhopen R136 i Tarantelnebulosan. Med 226 solmassor (M☉) och en luminositet motsvarande 5 000 000 L☉ är den en av de mest massiva och luminiösa stjärnor som astronomerna känner till.